# Морис Делафос
Морис Делафос је био француски етнограф и колонијални званичник који је такође радио на пољу језика Африке. У прегледу биографије његове ћерке о њему је описан као "један од најистакнутијих француских колонијалних администратора и етнолога свог времена."

## Биографија
Делафос је рођен 20. децембра 1870. у селу Сансерг у централној Француској. Имао је петоро браће и сестара. Делафос је познат по својим доприносима историји Западне Африке и афричким језицима. Започео је студије арапског језика 1890. године. Отпутовао је у Алжир 1891. са католичком организацијом која се бавила борбом против транс-сахарске трговине људи.
Убрзо након тога, провео је годину дана у француској војсци, пре него што се вратио на своје формалне студије. Након добијања дипломе, постављен је за помоћника за питања староседелаца у новој француској колонији Обала Слоноваче. Једно време будући етнолог Шарл Монтеј је био његов помоћник.
Делафос је имао несугласице са француском владом око администрације Француске Африке, и, као резултат тога, био је „мање или више забрањен у колонијама“ током великог дела свог живота.
Умире 13. новембра 1926. године у Паризу.

## Изабране публикације
- Hubert, Lucien; Delafosse, Maurice (1894), Tombouctou, son histoire, sa conquête (на језику: French), Paris: Guillaumin.
- Delafosse, Maurice (1894), Manuel dahoméen : grammaire, chrestomathie, dictionnaire français-dahoméen et dahoméen-français (на језику: French), Paris: E. Leroux.
- Delafosse, Maurice (1897), Essai sur le peuple et la langue sara (bassin du Tchad) (на језику: French), Paris: J. André. Also available from the Internet Archive here.
- Delafosse, Maurice (1899), Les Vaï: leur langue et leur système d'écriture (на језику: French), Paris: Masson. Also available from the Internet Archive here.
- Delafosse, Maurice (1901), Essai de manuel pratique de la langue mandé ou mandingue : étude grammaticale du dialecte dyoula, vocabulaire français-dyoula... étude comparée des principaux dialectes mandé (на језику: French), Paris: E. Leroux. Also available from the Internet Archive here.
- Delafosse, Maurice (1901), Manuel de langue haoussa ou Chrestomathie haoussa ; précédé d'un abrégé de grammaire et suivi d'un vocabulaire (на језику: French), Paris: J. Maisonneuve.
- Delafosse, Maurice (1904), Vocabulaires comparatifs de plus de 60 langues ou dialectes parlés à la Côte d'Ivoire et dans les régions limitrophes (на језику: French), Paris: E. Leroux. Also available from the Internet Archive here.
- Delafosse, Maurice (1908), Les frontières de la Côte d'Ivoire, de la Côte d'Or, et du Soudan, Paris: Masson. Also available from the Open Library.
- Delafosse, Maurice (1912), Haut-Sénégal-Niger: Le Pays, les Peuples, les Langues; l'Histoire; les Civilizations. 3 Vols (на језику: French), Paris: Émile Larose. Gallica: Volume 1, Le Pays, les Peuples, les Langues; Volume 2, L'Histoire; Volume 3, Les Civilisations.
- Houdas, Octave; Delafosse, Maurice, ур. (1913), Tarikh el-fettach par Mahmoūd Kāti et l'un de ses petit fils (2 Vols.), Paris: Ernest Leroux. Volume 1 is the Arabic text, Volume 2 is a translation into French. Reprinted by Maisonneuve in 1964 and 1981. The French text is also available from Aluka but requires a subscription.
- Delafosse, Maurice (1916), „La question de Ghana et la Mission Bonnel de Mézières”, Annuaire et Mémoires du Comité d'Études historiques et scientifique de l'AOF (на језику: French): 40—61
- Delafosse, Maurice (1922), Les noires de l'Afrique (на језику: French), Paris: Payot. Also available from the Internet Archive here.
- Delafosse, Maurice (1922), L'âme nègre (на језику: French), Paris: Payot.
- Delafosse, Maurice (1927), Les nègres (на језику: French), Paris: Rieder.
- Delafosse, Maurice (1928), „La numération chez les Nègres”, Africa: Journal of the International African Institute (на језику: French), 1 (3): 387—390, JSTOR 1155640, doi:10.2307/1155640.